# 杯花菟丝子
杯花菟丝子（学名：Cuscuta cupulata）为旋花科菟丝子属下的一个种。

## 扩展阅读
維基物種上的相關：杯花菟丝子